# Division 1 1966-67
La Division 1 1966-67 fue la 29ª temporada del fútbol francés profesional. AS Saint-Étienne resultó campeón con 54 puntos, obteniendo su tercer título.

## Equipos participantes
| - Angers SCO - Bordeaux - RC Lens - Lille OSC - Olympique Lyonnais - Olympique de Marseille - AS Monaco FC - FC Nantes - OGC Nice - Nîmes Olympique |  | - Stade de Reims - Stade Rennais UC - FC Rouen - AS Saint-Étienne - RC Paris-Sedan - FC Sochaux-Montbéliard - Stade de Paris FC - RC Strasbourg - Toulouse FC (1937) - US Valenciennes-Anzin |

## Tabla de posiciones
| Pos. | Equipo                 | Pts. | PJ | G  | E  | P  | GF | GC | Dif. | Clasificación                                |
| ---- | ---------------------- | ---- | -- | -- | -- | -- | -- | -- | ---- | -------------------------------------------- |
| 1    | AS Saint-Étienne (C)   | 54   | 38 | 24 | 6  | 8  | 82 | 37 | +45  | Clasificado a la Copa de Campeones de Europa |
| 2    | FC Nantes              | 50   | 38 | 17 | 16 | 5  | 81 | 51 | +30  |                                              |
| 3    | Angers SCO             | 44   | 38 | 14 | 16 | 8  | 66 | 46 | +20  |                                              |
| 4    | FCG Bordeaux           | 43   | 38 | 16 | 11 | 11 | 53 | 43 | +10  | Clasificado a la Copa de Ferias              |
| 5    | RC Paris-Sedan         | 42   | 38 | 13 | 16 | 9  | 58 | 50 | +8   |                                              |
| 6    | OGC Nice               | 41   | 38 | 17 | 7  | 14 | 53 | 55 | −2   | Clasificado a la Copa de Ferias              |
| 7    | US Valenciennes-Anzin  | 40   | 38 | 15 | 10 | 13 | 42 | 37 | +5   |                                              |
| 8    | RC Lens                | 40   | 38 | 15 | 10 | 13 | 58 | 55 | +3   |                                              |
| 9    | Olympique de Marseille | 39   | 38 | 13 | 13 | 12 | 44 | 45 | −1   |                                              |
| 10   | Lille OSC              | 38   | 38 | 15 | 8  | 15 | 48 | 50 | −2   |                                              |
| 11   | Stade Rennais UC       | 37   | 38 | 14 | 9  | 15 | 59 | 56 | +3   |                                              |
| 12   | RC Strasbourg          | 36   | 38 | 14 | 8  | 16 | 54 | 52 | +2   |                                              |
| 13   | FC Sochaux-Montbéliard | 35   | 38 | 11 | 13 | 14 | 43 | 53 | −10  |                                              |
| 14   | AS Monaco FC           | 34   | 38 | 10 | 14 | 14 | 44 | 44 | 0    |                                              |
| 15   | Olympique Lyonnais     | 34   | 38 | 10 | 14 | 14 | 40 | 56 | −16  | Clasificado a la Recopa de Europa            |
| 16   | FC Rouen               | 33   | 38 | 11 | 11 | 16 | 37 | 44 | −7   |                                              |
| 17   | Toulouse FC            | 32   | 38 | 10 | 12 | 16 | 40 | 52 | −12  | Acceso a promoción de permanencia            |
| 18   | Nîmes Olympique (D)    | 32   | 38 | 12 | 8  | 18 | 43 | 64 | −21  | Acceso a promoción de permanencia            |
| 19   | Stade de Reims (D)     | 30   | 38 | 11 | 8  | 19 | 40 | 66 | −26  | Descenso a Division 2                        |
| 20   | Stade Français FC (D)  | 26   | 38 | 6  | 14 | 18 | 18 | 47 | −29  | Descenso a Division 2                        |

 Fuente: footballdatabase.eu
Notas:
1. ↑  Al finalizar la temporada el Toulouse FC se fusionó con el Red Star Olympique, el equipo resultante fue el Red Star Football Club con sede en París.

## Resultados
| Local \ Visitante      | ANG | BOR | LEN | LIL | LYO | MAR | MOC | NAT | NIC | NIM | REI | REN | ROU | STE | SED | SOC | STF | STR | TOU | VAL |
| ---------------------- | --- | --- | --- | --- | --- | --- | --- | --- | --- | --- | --- | --- | --- | --- | --- | --- | --- | --- | --- | --- |
| Angers SCO             | —   | 2–0 | 2–0 | 2–1 | 0–2 | 5–0 | 0–0 | 1–1 | 1–0 | 1–2 | 2–2 | 0–0 | 5–2 | 0–3 | 2–5 | 1–1 | 1–1 | 3–1 | 1–1 | 3–1 |
| FCG Bordeaux           | 1–4 | —   | 1–1 | 1–3 | 4–1 | 2–0 | 1–1 | 0–1 | 1–1 | 2–0 | 1–0 | 2–0 | 3–0 | 1–0 | 2–5 | 1–0 | 0–0 | 4–1 | 2–1 | 0–0 |
| RC Lens                | 1–1 | 3–2 | —   | 1–1 | 4–1 | 2–2 | 2–1 | 4–0 | 1–3 | 2–1 | 5–2 | 2–1 | 1–1 | 2–0 | 2–2 | 1–1 | 4–1 | 2–1 | 0–0 | 0–0 |
| Lille OSC              | 0–0 | 1–2 | 2–1 | —   | 0–1 | 0–0 | 2–1 | 2–4 | 3–0 | 4–0 | 1–1 | 0–0 | 1–0 | 0–1 | 2–2 | 6–0 | 0–0 | 2–1 | 3–1 | 1–0 |
| Olympique Lyonnais     | 1–1 | 1–0 | 0–0 | 0–1 | —   | 2–2 | 1–0 | 1–2 | 1–0 | 3–1 | 3–1 | 2–2 | 1–1 | 3–0 | 0–3 | 0–0 | 0–0 | 2–1 | 1–1 | 0–0 |
| Olympique de Marseille | 1–1 | 3–2 | 1–0 | 2–1 | 4–1 | —   | 1–2 | 1–0 | 1–1 | 4–0 | 0–0 | 1–1 | 0–0 | 2–2 | 1–1 | 1–0 | 1–2 | 0–1 | 2–0 | 2–1 |
| AS Monaco FC           | 1–5 | 1–1 | 2–1 | 3–0 | 4–0 | 0–1 | —   | 0–0 | 0–0 | 0–1 | 5–0 | 0–0 | 0–0 | 1–0 | 4–2 | 3–0 | 0–1 | 1–1 | 1–0 | 2–2 |
| FC Nantes              | 2–1 | 1–1 | 3–1 | 4–0 | 5–2 | 3–3 | 2–1 | —   | 4–1 | 5–3 | 6–2 | 1–0 | 0–0 | 4–1 | 3–1 | 1–1 | 3–0 | 4–0 | 2–2 | 3–1 |
| OGC Nice               | 3–1 | 2–1 | 1–0 | 1–2 | 4–3 | 0–0 | 0–0 | 3–1 | —   | 4–1 | 1–0 | 4–0 | 2–0 | 1–2 | 5–1 | 1–4 | 0–0 | 2–1 | 3–1 | 5–2 |
| Nîmes Olympique        | 1–4 | 1–2 | 1–2 | 0–0 | 1–0 | 0–1 | 3–2 | 1–0 | 1–1 | —   | 2–2 | 1–2 | 1–0 | 1–1 | 2–2 | 3–0 | 0–1 | 1–0 | 2–0 | 1–2 |
| Stade de Reims         | 0–3 | 4–1 | 4–0 | 0–1 | 2–0 | 1–0 | 2–0 | 1–1 | 2–0 | 1–1 | —   | 2–4 | 1–0 | 1–2 | 1–4 | 1–1 | 1–0 | 2–1 | 1–3 | 1–0 |
| Stade Rennais UC       | 2–3 | 0–1 | 3–0 | 1–2 | 4–0 | 2–1 | 3–1 | 2–2 | 0–1 | 3–0 | 3–0 | —   | 2–1 | 1–1 | 5–0 | 1–1 | 2–1 | 4–3 | 1–2 | 1–0 |
| FC Rouen               | 1–0 | 1–1 | 0–2 | 3–0 | 3–2 | 5–1 | 0–0 | 3–3 | 1–0 | 2–0 | 2–0 | 1–0 | —   | 0–1 | 3–0 | 3–0 | 0–1 | 0–0 | 0–2 | 1–1 |
| AS Saint-Étienne       | 4–2 | 1–1 | 4–0 | 4–1 | 2–1 | 2–0 | 1–3 | 3–3 | 7–0 | 3–1 | 3–0 | 4–1 | 3–0 | —   | 1–0 | 1–0 | 7–1 | 2–1 | 3–0 | 3–1 |
| RC Paris-Sedan         | 1–1 | 0–3 | 3–0 | 4–1 | 0–0 | 0–0 | 1–1 | 3–3 | 0–1 | 2–2 | 1–0 | 4–0 | 1–0 | 1–0 | —   | 1–1 | 0–0 | 3–0 | 1–0 | 0–0 |
| FC Sochaux-Montbéliard | 2–5 | 1–1 | 2–5 | 1–0 | 1–1 | 0–1 | 0–0 | 1–1 | 4–0 | 2–2 | 1–1 | 3–1 | 3–0 | 0–3 | 1–0 | —   | 3–0 | 1–0 | 1–0 | 0–1 |
| Stade Français FC      | 1–1 | 0–0 | 0–1 | 0–2 | 0–1 | 0–2 | 1–1 | 1–0 | 2–0 | 1–2 | 0–1 | 0–2 | 1–2 | 1–1 | 1–1 | 0–3 | —   | 0–0 | 0–0 | 0–2 |
| RC Strasbourg          | 0–0 | 0–3 | 1–0 | 3–1 | 0–0 | 2–1 | 4–2 | 1–1 | 3–1 | 1–2 | 5–0 | 5–3 | 1–0 | 2–1 | 0–0 | 3–1 | 1–0 | —   | 4–0 | 4–1 |
| Toulouse FC            | 1–1 | 2–1 | 3–2 | 2–1 | 2–2 | 1–0 | 3–0 | 2–2 | 3–0 | 0–1 | 1–0 | 1–1 | 1–1 | 0–2 | 2–3 | 1–2 | 0–0 | 1–1 | —   | 0–2 |
| US Valenciennes-Anzin  | 0–0 | 0–1 | 1–3 | 3–0 | 0–0 | 2–1 | 2–0 | 0–0 | 0–1 | 2–0 | 2–0 | 3–1 | 3–0 | 0–3 | 0–0 | 2–0 | 2–0 | 1–0 | 2–0 | —   |

## Promoción de permanencia
Esta temporada se mantuvo la promoción de permanencia/ascenso entre el decimoséptimo y decimoctavo clasificados de la Division 1 y el tercer y cuarto lugar de la Division 2.
| Pos. | Equipo              | Pts. | PJ | G | E | P | GF | GC | Dif. | Clasificación         |
| ---- | ------------------- | ---- | -- | - | - | - | -- | -- | ---- | --------------------- |
| 1    | AS Aixoise (A)      | 5    | 4  | 1 | 3 | 0 | 7  | 5  | +2   | Ascenso a Division 1  |
| 2    | Toulouse FC         | 5    | 4  | 2 | 1 | 1 | 3  | 3  | 0    |                       |
| 3    | Nîmes Olympique (D) | 4    | 4  | 1 | 2 | 1 | 7  | 6  | +1   | Descenso a Division 2 |
| 4    | SEC Bastia          | 2    | 4  | 1 | 0 | 3 | 2  | 5  | −3   |                       |

 Fuente: footballdatabase.eu
Promovidos de la Division 2, quienes jugarán en la Division 1 1967/68:
- AC Ajaccio: Campeón de la Division 2
- FC Metz: Segundo lugar de la Division 2
- AS Aixoise: Cuarto lugar de la Division 2, SEC Bastia (3°) permaneció en la Division 2

Fusión al final de la temporada
- Toulouse FC (1937) con Red Star Olympique, transformándose en Red Star FC

## Goleadores
| #  | Jugador              | Nacionalidad   | Club                   | Goles |
| -- | -------------------- | -------------- | ---------------------- | ----- |
| 1  | Hervé Revelli        | Francia        | AS Saint-Étienne       | 31    |
| 2  | Georges Lech         | Francia        | RC Lens                | 25    |
| 3  | André Guy            | Francia        | Lille OSC              | 20    |
| 4  | Daniel Rodighiéro    | Francia        | Stade Rennais UC       | 20    |
| 5  | Philippe Levavasseur | Francia        | RC Paris-Sedan         | 17    |
| 6  | Michel Margottin     | Francia        | Angers SCO             | 16    |
| 7  | Philippe Piat        | Francia        | AS Monaco FC           | 16    |
| 8  | Jean-Pierre Serra    | Francia        | OGC Nice               | 16    |
| 9  | Claude Dubaele       | Francia        | Angers SCO             | 15    |
| 10 | Joseph Yegba Maya    | Camerún        | Olympique de Marseille | 15    |
| 11 | Jean-Pierre Guinot   | Francia        | US Valenciennes-Anzin  | 15    |
| 12 | Fleury Di Nallo      | Francia        | Olympique Lyonnais     | 14    |
| 13 | Philippe Gondet      | Francia        | FC Nantes              | 14    |
| 14 | Francis Magny        | Francia        | FC Nantes              | 14    |
| 15 | Josip Skoblar        | RFS Yugoslavia | Olympique de Marseille | 13    |